# TV Regionalna
TV Regionalna – regionalna stacja telewizyjna Legnicko-Głogowskiego Okręgu Miedziowego, nadająca z Lubina. Formalnie: producent programu TV Odra - Głogów, Legnica, Lubin, którego koncesjonariuszem była spółka Polskie Media S.A. Obecnie właścicielem stacji jest TVL sp. z o.o..
Stacja nadawała drogą naziemną - w przekazie analogowym - z nadajnika w Lubinie na kanale 22 oraz z nadajnika w Legnicy na kanale 57.
Udziałowcami TVL sp. z o.o. są Delas Holdings Ltd. (Malta) oraz Gmina Miejska Lubin.

## Historia TV Regionalnej
- 1990 – w ramach eksperymentu prowadzonego przez Zakład Doświadczalny Kombinatu Górniczo-Hutniczego Miedzi uruchomiona zostaje Telewizja Miedziowa. Emisja odbywa się przy pomocy nadajnika małej mocy, obejmującego zasięgiem obszar miasta Lubina. Początkowo program stanowi wydzielone pasmo lokalne wrocławskiego ośrodka TVP;
- wrzesień 1992 – stacja przyjmuje nową nazwę Telewizja Lubin;
- sierpień 1993 – powołana zostaje spółka Telewizja Regionalna Województwa Legnickiego sp. z o.o., która przejmuje produkcję programu Telewizji Lubin;
- wrzesień 1994 – spółka otrzymuje koncesję KRRiT na emisję programu pod nazwą TVL - Telewizja Legnica;
- wrzesień 1995 – TVL rozpoczyna oficjalne nadawanie programu. Telewizja, wraz z pięcioma innymi stacjami lokalnymi, wchodzi w skład sieci TV Odra. Od tej pory emituje - poza własnymi produkcjami - również wspólne programy sieciowe;
- styczeń 1998 – stacja rozpoczyna retransmisję Naszej Telewizji (od 2000 roku - TV4), uzupełniając jej program własnymi pasmami lokalnymi.
- 1999 – spółka będąca właścicielem stacji, w związku z nowym podziałem administracyjnym kraju, zmienia nazwę na Telewizja Regionalna Zagłębia Miedziowego sp. z o.o.;
- luty 2005 - spółka zmienia nazwę na TVL sp. z o.o.;
- kwiecień 2005 – Krajowa Rada Radiofonii i Telewizji wydaje stacjom sieci TV Odra nowe koncesje. Koncesjonariuszem zostaje Telewizja Odra sp. z o.o. Spółka TVL pełni od tej pory funkcję producenta programu TV Odra.
- 4 września 2006 – po trwających rok testach TVL oficjalnie rozpoczyna produkcję i emisję programu TV Odra - Głogów, Legnica, Lubin (popularnie: TVL Odra). Modyfikacji ulega ramówka, jednocześnie zostając poszerzona o pozycje uzyskane w wyniku kooperacji z inną stacją sieci - Telewizją Dolnośląską z Wrocławia;
- 22 kwietnia 2013 - w związku z wyłączeniem nadajników naziemnej analogowej w województwie dolnośląskim TVL Odra zawiesza emisję programu.
- 28 września 2015 - TVL - Telewizja Lubin (TV Regionalna) rozpoczyna emisję cyfrową w regionalnym multipleksie siódmym (MUX L7) jako Telewizja Regionalna.
- 01 lutego 2024 - TV Regionalna uruchomiła nowe, realistyczne studio, a wraz z nim nowy program nadawany na żywo o nazwie ''Dzisiaj na antenie''. który zastąpił dotychczasowe pasmo ''Poranek/Popołudnie z TV Regionalną''.

## Programy TV Regionalnej
- programy informacyjne, publicystyczne:
  - Wydarzenia
  - Sport
  - Gość dnia
  - Wydarzenia tygodnia
  - "Studio Sejmik" - podsumowanie miesiąca w Sejmiku Dolnośląskim
- pozostałe pozycje:
  - Dzisiaj na antenie (dawniej: "Poranek/Popołudnie z TV Regionalną" - magazyn informacyjny na żywo
  - Piłkarskie niższe ligi - magazyn piłkarski
  - Polkowice - Serce Zagłębia Miedziowego - magazyn regionalny
  - Z sercem do zdrowia - magazyn medyczny
  - Muzyka w TV Regionalnej - program muzyczny
  - pozycje okolicznościowe (transmisje/reportaże)
- Programy, które były emitowane:
  - Pogoda - informacje pogodowe
  - Magazyn sportowy - program sportowy
  - Siatkarskie Zagłębie - magazyn siatkarski
  - Piłkarski Dolny Śląsk - magazyn piłkarski
  - Natalia gotuje - program kulinarny
  - Konfrontacje - program publicystyczny
  - Dziecinnie proste - magazyn edukacyjny
  - Artystyczne laboratorium - magazyn edukacyjny
  - Moto pasja - magazyn motoryzacyjny
  - Lajkujesz? Typujesz! - lista przebojów
  - Aeropage - program w wersji dla niewierzących - magazyn religijny
  - Tu Dolny Śląsk - magazyn regionalny (obecnie w ramach powtórki)
  - W Centrum Kultury - magazyn kulturalny
  - Rozmowy kulturalne - magazyn kulturalny
  - Pociąg do historii - magazyn historyczny
  - Kulinarni Wymiatacze - program rozrywkowy
  - Nie jesteś sam - magazyn poradnikowy
  - Rozmowy Historyczne - magazyn publicystyczno-edukacyjny
  - Temat dnia - magazyn reporterów
  - Zielone ABC - magazyn ekologiczny
  - Horoskop dnia - magazyn ezoteryczny
  - Psycholog bliżej nas - magazyn poradnikowy
  - Regularny Podcast Regionalny - program publicystyczny
  - Transmisja Mszy Świętej - transmisja religijna

## Nadajniki
| Nadajniki cyfrowe                             | Kanał | Częstotliwość | Moc ERP nadajnika | Polaryzacja | Kierunkowość | Kompresja wizji |
| --------------------------------------------- | ----- | ------------- | ----------------- | ----------- | ------------ | --------------- |
| Głogów – Jakubów                              | 43    | 650 MHz       | 1 kW              | pozioma     | kierunkowa   | MPEG-4          |
| Lubin – komin MPEC Termal (ul. Przemysłowa 2) | 43    | 650 MHz       | 1 kW              | pozioma     | kierunkowa   | MPEG-4          |

Od 14 kwietnia 2020 roku do 5 stycznia 2021 roku stacja nadawała także na czwartym lokalnym multipleksie telewizyjnym.
Nadajniki analogowe zostały wyłączone 22 kwietnia 2013 r.
| Nadajniki analogowe                           | Kanał | Częstotliwość | Moc ERP nadajnika | Polaryzacja | Kierunkowość |
| --------------------------------------------- | ----- | ------------- | ----------------- | ----------- | ------------ |
| Lubin – komin MPEC Termal (ul. Przemysłowa 2) | 22    | 479,25 MHz    | 1 kW              | pozioma     | dookólna     |
| Legnica – Hotel Qubus (ul. Skarbowa 2)        | 57    | 759,25 MHz    | 1 kW              | pozioma     | dookólna     |